# Aurel Țicleanu
Aurel Țicleanu (n. 20 ianuarie 1959) este un antrenor român de fotbal, fost jucător, care a participat la Euro 1984 pentru Echipa națională de fotbal a României. A făcut parte din echipa Universității Craiova intitulată Craiova Maxima care a ajuns până în semifinalele Cupei UEFA din 1983 și alături de care a câștigat două titluri de campion al României și patru Cupe ale României.
Și-a început cariera de antrenor în 1991, la UTA Arad. De-a lungul timpului a pregătit mai multe echipe din Orientul Mijlociu. A antrenat în două rânduri pe FC U Craiova, în 1994 stând doar două etape la conducerea echipei, iar în 2010 fiind demis după cinci etape.
Din 2017 până în prezent este lector la Școala de Antrenori și Vicepreședinte al Comisiei Tehnice a FRF.

## ActivitateFRF
| Ocupație                               | Perioadă     |
| -------------------------------------- | ------------ |
| Manager al Departamentului de Scouting | 2014–2016    |
| Vicepreședinte al Comisiei Tehnice     | 2017–prezent |

## Cărți publicate
- Țicleanu, Aurel. Filosofia fotbalului .Editura Hoffman, Caracal, 2022.